# Carl Carlswärd
Carl-Lennart "Calle" Carlswärd, ursprungligen Karlsvärd, född 27 oktober 1949 i Maria Magdalena församling, Stockholm, är en svensk skådespelare.
Han har medverkat i fem föreställningar på Dramaten (1978–1988). Han har också varit verksam som skådespelare på TV och film. Debuten där skedde i Den vita väggen (1975).

## Filmografi
- 1975 – Den vita väggen
- 1986 – Ormens väg på hälleberget
- 1987 – Ängelen
- 1987 – Lysande landning (TV-serie)
- 1988 – Harry Fifflaren
- 1988 – Kråsnålen (TV-serie)
- 1989 – Tre kärlekar (TV-serie)
- 1990 – Den svarta cirkeln (TV-serie)
- 1991 – Sunes jul (TV-serie)
- 1992 – En komikers uppväxt (TV-serie)
- 1992 – Hammar
- 1993 – Rederiet (TV-serie)
- 1993 – Allis med is (TV-serie)
- 1993 – Snoken (TV-serie)
- 1994 – Den vite riddaren (TV-serie)
- 1997 – Beck – Lockpojken
- 1999 – Jakten på en mördare (TV-serie)
- 2000 – Bastarderna i paradiset
- 2000 – Brottsvåg (TV-serie)
- 2003 – Tusenbröder (TV-serie)
- 2005 – Störst av allt
- 2005 – Borkmanns punkt
- 2007 – Råttatouille (röst)
- 2008 – Kung Fu Panda (röst)
- 2008 – Wall-E (röst)
- 2008 – Honungsfällan
- 2009 – Det regnar köttbullar (röst)
- 2010 – Dumma mej (röst)
- 2011 – Tjuvarnas jul (TV-serie)
- 2014 – Tjuvarnas jul – Trollkarlens dotter
- 2016 – Selmas saga (TV-serie)
- 2017 – Jordskott (TV-serie)
- 2017 – Tinkas juläventyr (TV-serie) (röst)
- 2019 – Dumbo (röst)

### Fotnoter
1. 1 2  ”Carl Carlswärd”. Svensk Filmdatabas. http://www.sfi.se/sv/svensk-filmdatabas/Item/?type=PERSON&itemid=70499&ref=%2ftemplates%2fSwedishFilmSearchResult.aspx%3fid%3d1225%26epslanguage%3dsv%26searchword%3dCarl+Carlsw%C3%A4rd%26type%3dPerson%26match%3dBegin%26page%3d1%26prom%3dFalse. Läst 19 februari 2013.
2. ↑  ”Dramatens rollbok”. Arkiverad från originalet den 6 mars 2019. https://web.archive.org/web/20190306174840/https://www.dramaten.se/medverkande/rollboken/Person/2330. Läst 6 mars 2019.